# Mycena discobasis
Mycena discobasis é uma espécie de cogumelo bioluminescente da família Mycenaceae. É encontrado na América do Sul e em Madagascar.